# I Hate Myself
I Hate Myself war eine von 1996 bis 1998 bestehende Emo-Band aus dem US-amerikanischen Gainesville.

## Geschichte
Die 1996 von den beiden Brüdern Jim und Jon Marburger sowie Steve Jin gegründete Emo-Band gehörte zu den – gerade auch textlich – einflussreichen Gruppen des Genres. 1997 veröffentlichte die Band auf dem Label No Idea Records ihre erste, halbseitige LP mit vier Songs. Neben der 10-Song-LP im gleichen Jahr veröffentlichte die Band 1998 zwei Splits. 1998 löste sich die Band auf; posthum erschienen noch weitere Tonträger, vor allem Kompilationen mit Songs der früheren Jahre.
Ende der 1990er-Jahre gründeten die Brüder Marburger die Band Burnman, die aber schnell wieder aufgelöst wurde. Drummer Jon Marburger ging daraufhin zur ebenfalls bei No Idea Records veröffentlichenden Band Gunmoll.
I Hate Myself spielten 2003 als solche wieder einige Shows in ihrer Heimatstadt Gainesville. 2005 nahmen die beiden Brüder drei neue Songs auf. Daneben spielten sie auch in der Band Die Hoffnung, deren erstes Album 2006 erschien.
In Interviews zeigte sich die Band kritisch in Bezug auf die Jugendmodeszene Emo und die damit verbundenen Post-Hardcore- und Alternative-Rock-Bands. So sagte Jon in einem Interview:

“[…] Now the word [Emo, A.d.R.] bothers the hell out of me. It has come to signify the reemergence of 80's glam bands. It has lost the punk ideal it originally contained. These bands are in no way punk or diy. They area all about image, wealth and lazy songwriting.
[…] i hate [The ‘emo’ fashion]. Everyone likes to play dressup, but they get out of hand. I understand wanting to look different than the jocks and the squares but it seems that there is a lack of substance to the new fashion. And it seems awfully expensive. Also, it must take a lot of time to polish all of those rings and belt buckles. Maybe I am just jealous because I can't pull off swooping pink bangs with a lip piercing and woman's jeans. […]”

Der Autor Tao Lin baute die Band in seinem Buch Eeee Eee Eeee ein. In diesem Buch diskutieren die Charaktere über Band und die Songs und zitieren die Songtexte.

## Stil
Der Stil gilt trotz eines bemerkenswert eigenen Sounds als typisch für den Emo und wirkte sich trotz der relativen geographischen Abgeschiedenheit der Band in Bezug auf andere schwerpunktmäßige Ausdehnungszentren der Musik, etwa Washington, D.C., San Diego oder New York, sehr stark auf folgende Emo-, vor allem aber auch auf Screamo-Bands, aus.
Die etwa 20 Titel der Band tragen fast alle keine Namen, ähnlich anderen Emo-Bands wie etwa Indian Summer. Eine Ausnahme bildet der Song Less Than Nothing, der auf der ersten halbseitigen LP erscheinend, auf einem späteren Sampler offiziell mit einem Namen versehen veröffentlicht wurde.
Auf der Autorenplattform Everything2 ist über die Texte der Band zu lesen:

“I Hate Myself, rising out of a scene that relied on cryptic lyrics and fragmentary liner notes, eagerly proclaiming their worthless lives, their desires to be accepted and loved, their utter hopelessness. It was a bit odd. Yet, while there are traces of humor in the bands work, the majority of it seems to be delivered entirely without irony.”

## Diskografie (Auszug)
- 1996: unbetitelte EP (No Idea Records)
- 1997: 10 Songs (No Idea Records)
- 1998: Split-Album mit Twelve Hour Turn (No Idea Records)
- 2005: 3 Songs (EP, No Idea Records)